# Arrimal
Arrimal est une freguesia portugaise située dans le District de Leiria.
Avec une superficie de 18,57 km2 et une population de 747 habitants (2001), la paroisse possède une densité de 40,2 hab/km2.